# Pińczów (gemeente)
De gemeente Pińczów is een stad- en landgemeente in het Poolse woiwodschap Święty Krzyż, in powiat Pińczowski.
De zetel van de gemeente is in Pińczów.
Op 30 juni 2004 telde de gemeente 22 207 inwoners.

## Oppervlakte gegevens
In 2002 bedroeg de totale oppervlakte van gemeente Pińczów 212,75 km², waarvan:
- agrarisch gebied: 68%
- bossen: 21%

De gemeente beslaat 34,8% van de totale oppervlakte van de powiat.

## Demografie
Stand op 30 juni 2004:
| Omschrijving                   | Totaal | Totaal | Vrouwen | Vrouwen | Mannen | Mannen |
| ------------------------------ | ------ | ------ | ------- | ------- | ------ | ------ |
| eenheid                        | aantal | %      | aantal  | %       | aantal | %      |
| inwoners                       | 22 207 | 100    | 11 234  | 50,6    | 10 973 | 49,4   |
| bevolkingsdichtheid (inw./km²) | 104,4  | 104,4  | 52,8    | 52,8    | 51,6   | 51,6   |

In 2002 bedroeg het gemiddelde inkomen per inwoner 1123,69 zł.

## Aangrenzende gemeenten
Busko-Zdrój, Chmielnik, Czarnocin, Działoszyce, Imielno, Kije, Michałów, Wiślica, Złota